# Louis Armstrong Park
Il Louis Armstrong Park è un parco di 130000 m² situato nel quartiere Tremé di New Orleans, in Louisiana, appena oltre Rampart Street dal quartiere francese.
Negli anni '60 un controverso progetto di rinnovamento urbano livellò una parte sostanziale del quartiere di Treme adiacente a Congo Square. Dopo un decennio di dibattiti, il Comune ha creato da quella terra l'attuale parco. Questo parco è stato progettato dall'architetto di New Orleans Robin Riley e prende il nome dalla leggenda del jazz di New Orleans Louis Armstrong.
L'impronta del parco attuale contiene il New Orleans Municipal Auditorium, il Mahalia Jackson Theatre for the Performing Arts e diversi edifici di proprietà del New Orleans Jazz National Historical Park. La parte del parco immediatamente di fronte all'Auditorium Municipale di New Orleans è il sito di Congo Square, precedentemente noto come Beauregard Square, famosa per il suo ruolo nella storia della musica afroamericana e della pratica spirituale.
Alcuni elementi del design del parco sono stati oggetto di critiche nel corso degli anni. I residenti dei quartieri adiacenti di Treme e del Quartiere francese hanno chiesto la rimozione della grande recinzione che separa il parco dalle aree circostanti e per incorporare i grandi parcheggi in cemento sul retro del parco nel verde del parco. La presenza di questi i parcheggi sono spesso attribuiti a tassi elevati di cedimenti e allagamenti lungo la via N. Villere.
Il Louis Armstrong Park ha ospitato il primo New Orleans Jazz & Heritage Festival nel 1970. Anche se il festival si è spostato nello spazio più ampio di New Orleans Fairgrounds, Louis Armstrong Park è stato più recentemente sede di molti altri eventi, tra cui il Jazz in the Park (serie di concerti gratuiti), il Treme Creole Gumbo Fe e il Louisiana Cajun & Zydeco Festival.
I monumenti includono una statua di 12 ft di Louis Armstrong di Elizabeth Catlett, un busto di Sidney Bechet e una rappresentazione di Buddy Bolden.